# George Segal

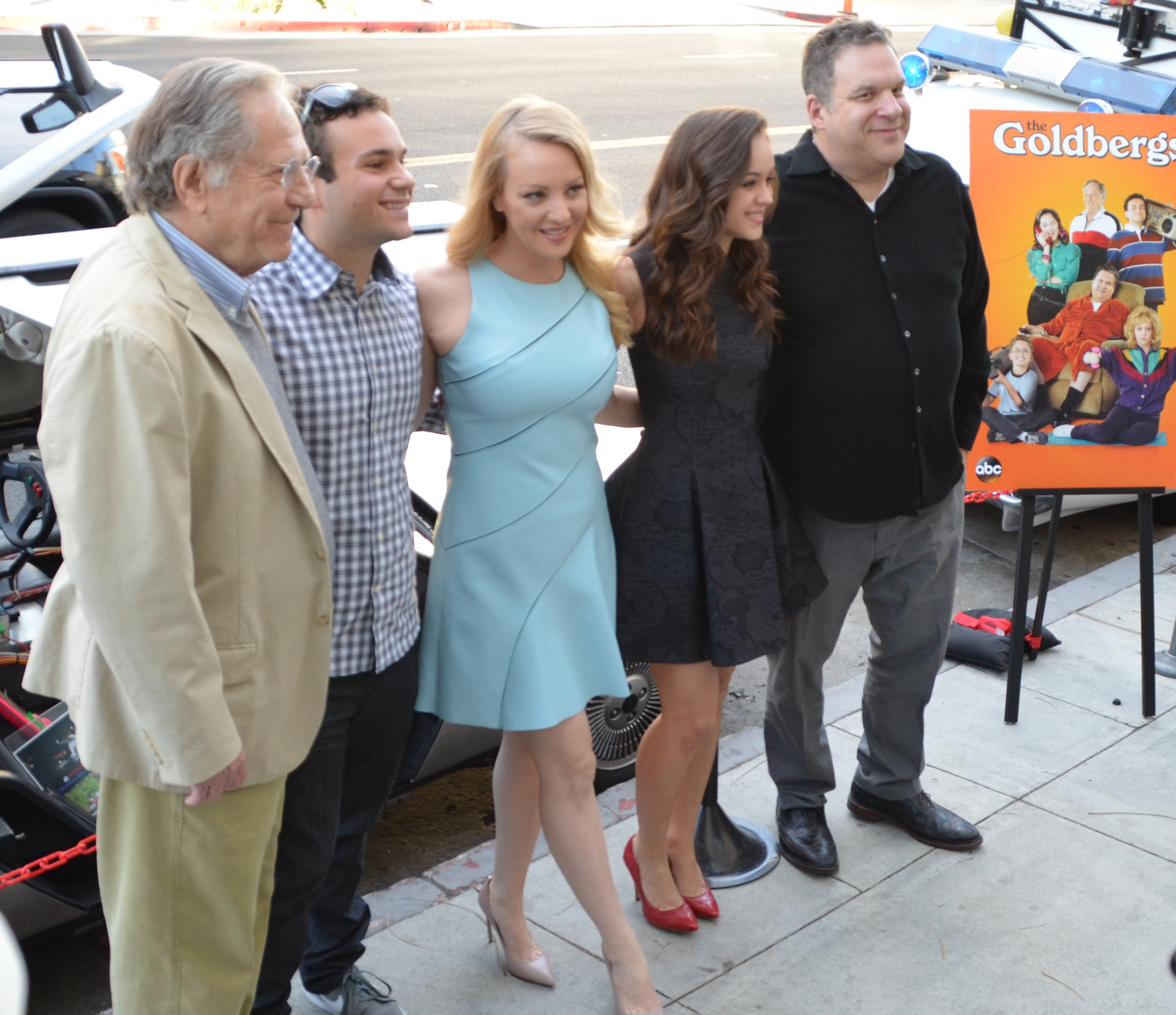
George Segal 2014 och medskådespelare i den hyllade långköraren The Goldbergs.

George Segal, född 13 februari 1934 i Great Neck på Long Island, New York, död 23 mars 2021 i Santa Rosa, Kalifornien, var en amerikansk skådespelare.

## Filmografi (filmer som haft svensk premiär)
- 1962 - Den längsta dagen - första kommandosoldaten uppför branten
- 1964 - Inbjudan till revolverman - Matt Weaver
- 1964 - Narrskeppet - David
- 1965 - Fånglägret Changi - korpral King
- 1966 - Commandos - Mahidi
- 1966 - Vem är rädd för Virginia Woolf? - Nick
- 1966 – En handelsresandes död
- 1967 - Chikago-massakern - Peter Gusenberg
- 1968 - Ensam dam får besök - Morris Brummel
- 1969 - Bron vid Remagen - Phil Hartman
- 1969 - Den vilda diamantjakten - Dan Rockland
- 1970 - Kära lekar - Brooks
- 1970 - Ugglan och kissekatten - Felix
- 1970 - Var är poppa? sa käringen - Gordon Hochesier
- 1971 - Billy Dynamites partner - Jay Jay
- 1972 - Fyra smarta bovar - Andrew Kelp
- 1972 - Kärlek börjar med kast - Steve Blackburn
- 1973 - Blume in Love - Stephen Blume
- 1973 - The Lie (TV-film)
- 1974 - Jackpot - William Denny
- 1974 - Dödlig impuls - Harry Benson
- 1975 - Den vilda jakten på riddarfalken från Malta - Sam Spade Jr.
- 1975 - Rysk roulett - Timothy Shaver
- 1976 - Ruffel och båg - Charlie Malloy
- 1977 - Vad sägs om ett litet rån? - Dick Harper
- 1977 - Berg- och dalbanan - Harry Calder
- 1978 - Döden i grytan - Robby Ross
- 1979 - Kärlek på kryckor - Adam
- 1981 - Sådan pappa sådan son - Walter Whitney
- 1985 - Vår dotter - en knarkare? - Frank Bower
- 1985 - Stick - Barry Brahn
- 1989 - All's Fair - överste
- 1989 - Titta han snackar! - Albert
- 1991 - For the Boys - soldaternas sång - Art Silver
- 1993 - Joshua Tree - Franklin L. Severence
- 1993 - Titta vem som snackar nu! - Albert
- 1993 - Taking the Heat - Kepler
- 1995 - Novemberkonspirationen - Beau Ashton
- 1996 - Cable Guy - Earl Kovacs
- 1996 - Flirting with Disaster - Mr. Coplin
- 1996 - It's My Party - Paul Stark
- 1996 - Kärlekens båda ansikten - Henry Fine

## Utmärkelser
- 1965 - Golden Globe Award - Mest lovande manliga nykomling
- 1974 - Golden Globe Award - Bästa manliga skådespelare i spelfilm (musikal/komedi) för Kärlek börjar med kast
- 1974 - KCFCC Award - Bästa manliga skådespelare för Kärlek börjar med kast
- 2017 fick George Segal en stjärna på Hollywood Walk of Fame i kategorin TV.